# Чонгарские мосты
Чонгарские мосты — железнодорожный мост и дамба через залив Сиваш на перегоне Новоалексеевка — Джанкой и автомобильный мост на европейской автотрассе E 105 (также 35А-002 по классификации России или М-18 по классификации Украины). Мост связывает оккупированный войсками РФ юг Украины с аннексированным Крымом. В нескольких десятках метров от действующего автомобильного моста также находится не используемый сейчас старый автомобильный мост.

## История
Первый масштабный проект по улучшению крымской транспортной инфраструктуры, предпринятый Российской империей после присоединения Крымского полуострова в 1783 году. Получил шутливое прозвище «калитка в Крым». Возведен в начале XIX века (на карте 1836 года уже обозначен и подписан, как Чонгарский мост), создав таким образом вторую сухопутную альтернативу естественному Перекопскому перешейку. Во время Крымской войны середины XIX века Чонгарский мост имел важнейшее стратегическое значение для России: по нему осуществлялось снабжение российских войск. Мост тогда охранял от диверсий отряд князя Лобанова-Ростовского.
Во время Крымской операции Армии УНР в апреле 1918 Чонгарский мост был взят штурмом украинскими войсками.

### Вторжение в Украину
В ходе вторжения России в Украину 2022—2023 годов через мосты проходил один из маршрутов снабжения войск РФ, находящихся в Херсонской и Запорожской областях.
22 июня 2023 года Украина нанесла удар ракетами Storm Shadow британского производства по автомобильному мосту, удлинив маршрут снабжения российских войск на 150км (примерно втрое). По словам одного из российских военкоров, через мост проходило 70 % военного и гражданского трафика в и из Крыма.
23 июня 2023 войска России возвели понтонную переправу.
7 августа ВСУ нанесли удар по автомобильному мосту ракетами Storm Shadow. В результате разрушений движение по мосту было прекращено. 15 августа автомобильный мост открыт для движения после ремонта.

## Описание
Железнодорожный мост двухпутный, пролётные строения расположены на северной части, основная часть залива Сиваш преодолевается по дамбе. В конце декабря 2014 года, по инициативе Украины прекращено железнодорожное сообщение с Крымом. Контактная сеть демонтирована, мост перекрыт колючей проволокой.
Действующий автомобильный мост перекинут через Чонгарский пролив, соединяет полуострова Чонгар (Херсонская область, Украина) и Тюп-Джанкой (Крым). Через пролив перекинуто два новых автомобильных моста (Новый Чонгар и Херсонский мосты) на автодороге 35А002 или М-18 Москва-Ялта. Старый Чонгарский мост, располагающийся южнее, был заброшен.
Береговая линия у северной и южной сторон мостов густо покрыта сетью полевых фортификационных сооружений и огневых позиций времен Гражданской войны и Великой Отечественной войны. После событий 2014 года, связанных с аннексией Крыма Россией, с северной и южной сторон мостов украинская и российская армия возобновили и построили ряд новых полевых фортификаций. У берега полуострова Чонгар находился передовой пограничный пункт Украины, посередине Херсонского моста — пограничный пункт РФ.